# بلانکن‌هاین
بلانکِن‌هاین یک شهرک در ناحیه وایمارر لاند در ایالت تورینگن در کشور آلمان است. بلانکن‌هاین در ۱۴ کیلومتری جنوب وایمار قرار دارد.

## تاریخ
تا پیش از جنگ‌های ناپلئون، بلانکن‌هاین بخشی از دوک‌نشین ساکس وایمار بود. پس از شکست ائتلاف چهارم در ینا و آورستد، ناپلئون فرمانروایی بلانکن‌هاین را به شاهزاده‌نشین ارفورت ضمیمه کرد، که به عنوان یک «حوزه دولتی امپراتوری» مستقیماً تابع خود او، ناپلئون، بود. این جدا از کنفدراسیون راین بود که به‌طور اسمی تحت‌الحمایه فرانسه به‌شمار می‌آمد. کنفدراسیون راین برای جایگزینی امپراتوری روم مقدس ایجاد و ایالت‌های دیگر تورینگن به آن ملحق شده بودند.
پس از کنگره وین، ارفورت در ۲۱ ژوئن ۱۸۱۵ به پروس بازگردانده شد و به مرکز یکی از سه شهرستان در استان جدید زاکسن تبدیل شد، اما در سپتامبر سال بعد برخی از بخش‌های جنوبی و شرقی اراضی ارفورتر همراه با بلانکن‌هاین به دوک‌نشین بزرگ ساکس-وایمار-آیزناخ واگذار شدند. بلانکن‌هاین در دوران امپراتوری آلمان (۱۸۷۱–۱۹۱۸) در ساکس-وایمار-آیزناخ و در جمهوری وایمار باقی ماند تا اینکه با ۷ از ۸ دوک‌نشین ساکسون دیگر ادغام شد و ایالت آزاد تورینگن را تشکیل داد.
پس از کنترل کوتاه‌مدت توسط ایالات متحده، از ژوئیه ۱۹۴۵، ایالت تورینگن تحت منطقه اشغال شوروی قرار گرفت و این ایالت به بخش‌هایی از زاکسن پروس، از جمله ارفورت، که مرکز جدید تورینگن شد، گسترش یافت. در سال ۱۹۵۲، آلمان شرقی ایالت‌های خود را منحل کرد و به جای آن مناطقی (Bezirke) را ایجاد کرد که بلانکن‌هاین در بخش کرایس وایمار لاند، در منطقه ارفورت جای گرفت. ایالت تورینگن در جریان اتحاد مجدد آلمان در سال ۱۹۹۰ با مرزهای کمی تغییریافته ازنو رسمیت یافت.